# Safety Motor Company
Safety Motor Company war ein US-amerikanischer Hersteller von Automobilen.

## Unternehmensgeschichte
Das Unternehmen wurde 1917 in Greenloch in New Jersey gegründet. Es gehörte zur Bateman Manufacturing Company, die seit 1836 Geräte für Gärten und die Landwirtschaft herstellte. Präsident war C. H. Blomstrom, der vorher mit der Blomstrom Manufacturing Company und der Rex Motor Company Erfahrungen im Automobilbau gesammelt hatte. 1917 begann die Produktion von Automobilen. Der Markenname lautete Frontmobile. 1918 endete die Produktion.
Insgesamt entstanden etwa fünf Fahrzeuge, von denen eines noch existiert. Es befindet sich im National Automobile Museum in Reno.

## Fahrzeuge
Im Angebot stand nur ein Modell. Ungewöhnlich für die damalige Zeit war der Frontantrieb. Der tiefe Schwerpunkt wurde hervorgehoben. Eine Quelle bezeichnet die Bauweise als hoffnungslos kompliziert. Ein Vierzylindermotor mit 26 PS Leistung trieb die Fahrzeuge an. Im ersten Jahr kam der Motor von der LeRoi Company und 1918 von GB & S. Das Fahrgestell hatte 284 cm Radstand. Zur Wahl standen Roadster und Tourenwagen.